# Charles Whittlesey (arkitekt)

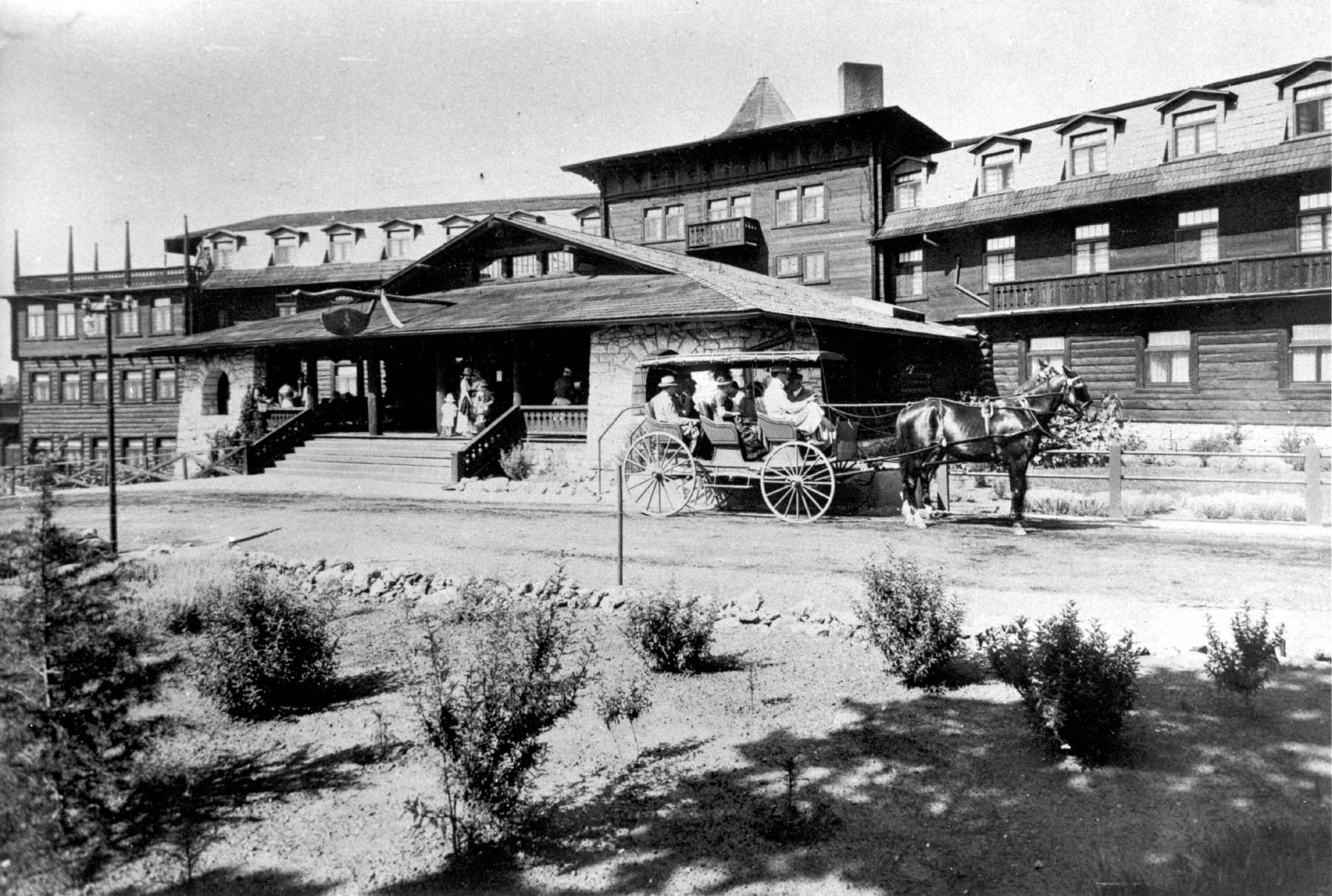
El Tovar Hotel, 1905

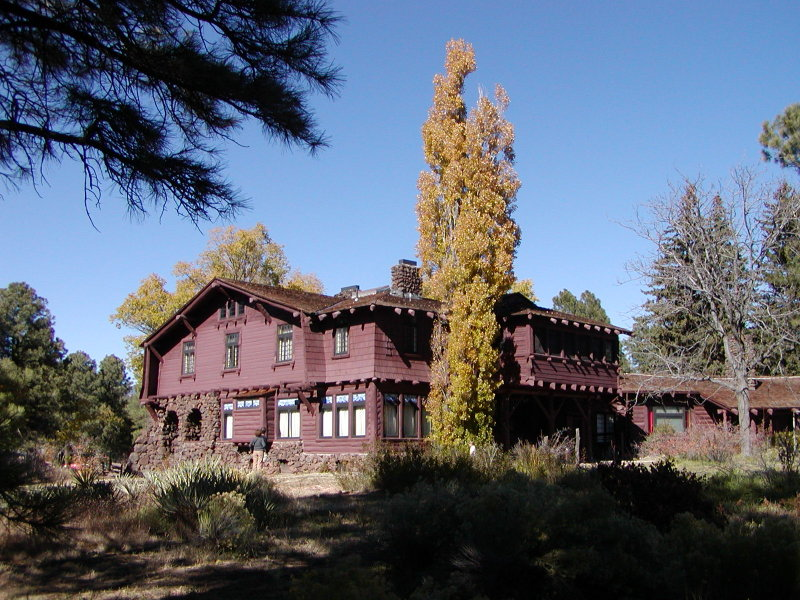
Riordan Mansion State Park, Arizona, 1904

Charles Frederick Whittlesey, född 10 mars 1867 i Alton i Illinois, död 1 januari 1941, var en amerikansk arkitekt. 
Charles Whittlesey var ritare hos Louis Sullivan, innan han grundade ett eget arkitektkontor i Chicago. År 1900 blev han chefsarkitekt hos Atchison, Topeka and Santa Fe Railway. Han flyttade till San Francisco 1907 och ritade framförallt byggnader där och i Los Angeles. Han blev känd för tidiga byggnader i armerad betong. 
Han var far till arkitekten Austin C. Whittlesey (1893–1950).

## Verk i urval
- Central School, 1897, Riverside, Illinois
- Alvarado Hotel, Albuquerque, New Mexico, 1902, med interiör av Mary Colter, rivet
- Whittlesey House, Albuquerque, New Mexico, 1903
- Sante Fe Railroad Depot, Berkeley, Kalifornien, 1903
- Familjen Riordans villor, idag Riordan Mansion State Historic Park, i Flagstaff, Arizona, 1904
- First Methodist Episcopal Church, Albuquerque, New Mexico, 1904
- Shawnees järnvägsstation, Shawnee, Oklahoma, 1904
- Hotel Hayward, Los Angeles, 1905
- El Tovar Hotel, Grand Canyon Village, Arizona, 1905
- Clune's Auditorium, Los Angeles
- Hotel Wentworth, Pasadena, Kalifornien, 1907
- Old Student Union, Stanford University, Stanford, 1915
- El Rey Hotel, Los Angeles, 1923

## Bildgalleri

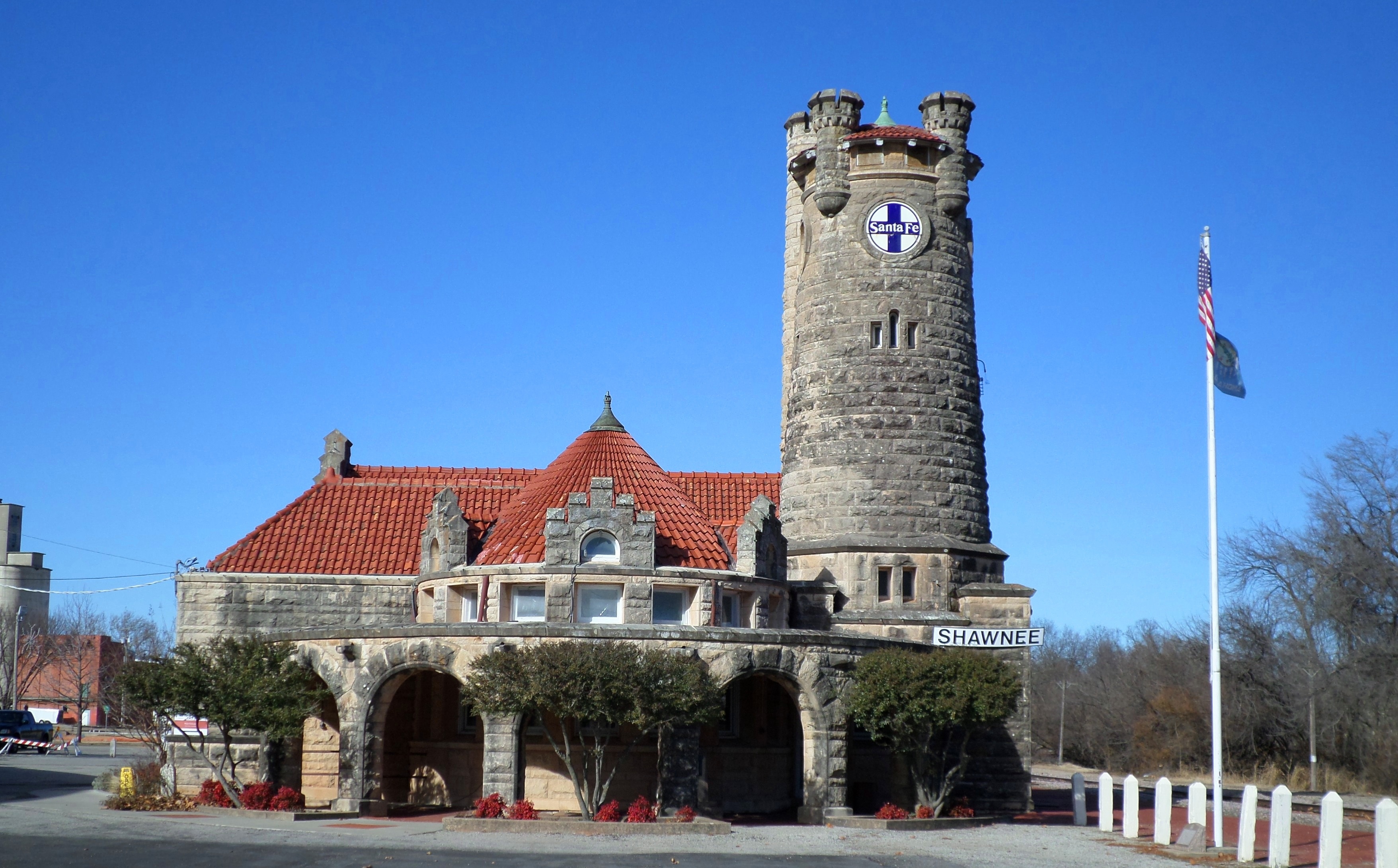
Santa Fe Depot, Shawnee, Oklahoma
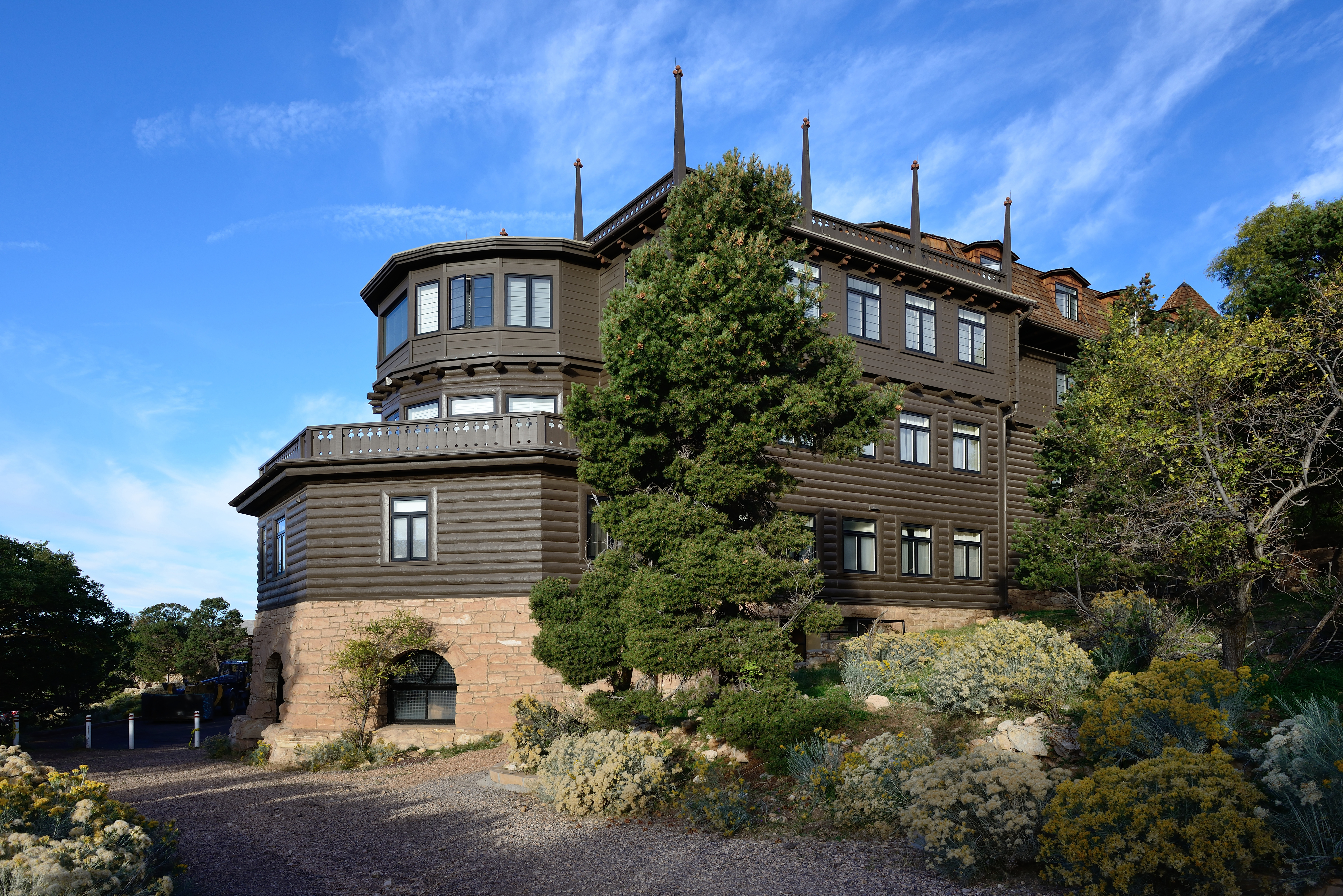
El Tovar Hotel, Grand Canyon Village, Arizona
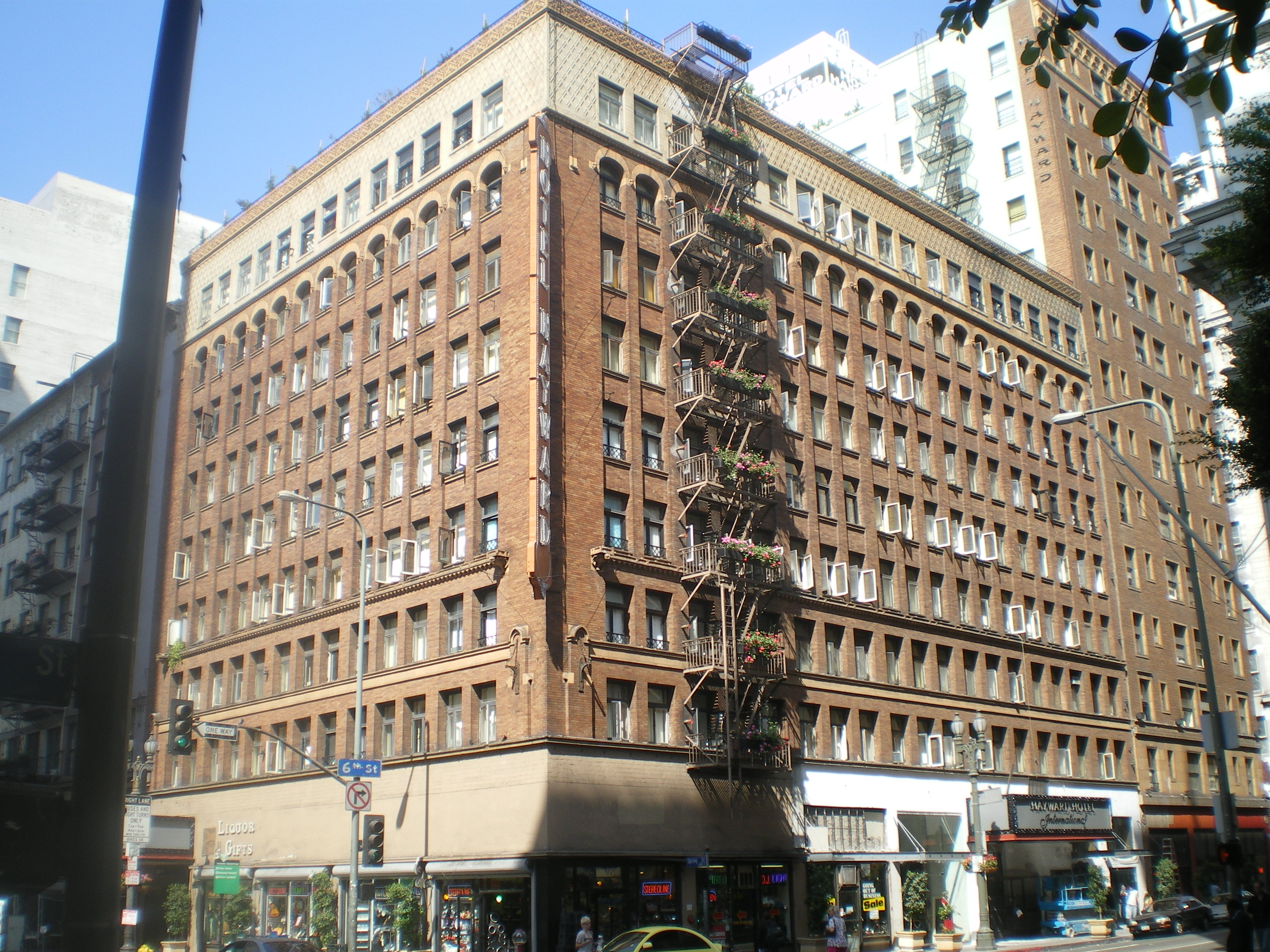
Hotel Hayward, Los Angeles, Kalifornien
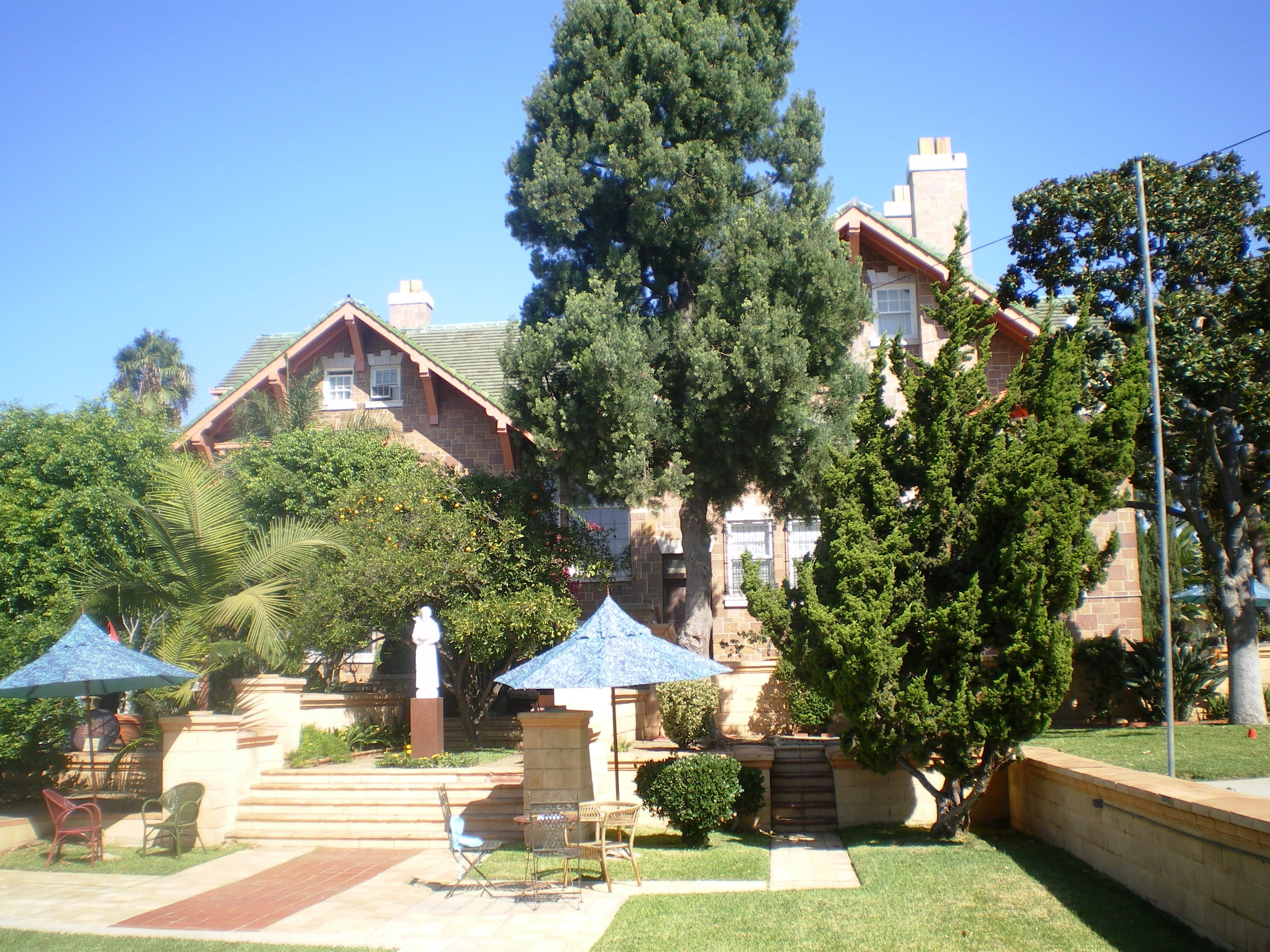
Lycurgus Lindsay House, Los Angeles, Kalifornien